# Borek Mały
Borek Mały – wieś w Polsce położona w województwie podkarpackim, w powiecie ropczycko-sędziszowskim, w gminie Ostrów}.
| SIMC    | Nazwa  | Rodzaj    |
| ------- | ------ | --------- |
| 0657958 | Górka  | część wsi |
| 0657964 | Poręby | część wsi |

W latach 1975–1998 miejscowość administracyjnie należała do województwa rzeszowskiego.